# Научные и технические библиотеки
Научные и технические библиотеки — ежемесячный научно-практический журнал для специалистов библиотечно-информационной и родственных отраслей.
Импакт-фактор РИНЦ 2010: 0,141.

## История
Основан в 1961 году как тематический сборник «Технические библиотеки СССР. Опыт работы» с целью выявления, обобщения и распространения передового опыта заводских, фабричных библиотек, библиотек конструкторских бюро, строительных организаций, отраслевых и территориальных научно-технических библиотек.
С 1969 по 1991 год издавался под названием «Научные и технические библиотеки СССР».
В 1992 году название было изменено на «Научные и технические библиотеки».
Периодичность издания:
- 1961—1962: 6 выпусков год;
- 1963—1975: 10 выпусков год;
- с 1976 года — 12 номеров в год.

Инициатором создания сборника выступил библиотековед и книговед Оган Степанович Чубарьян, занимавший в то время должность заместителя директора ГПНТБ СССР.
Предпосылкой рождения журнала явилось бурное развитие в СССР в конце 1950-х годов сети технических и научно-технических библиотек. Методическое руководство этой сетью было возложено на ГПНТБ. По инициативе О. С. Чубарьяна был предпринят выпуск тематических сборников по обмену опытом, получивших название «Технические библиотеки СССР». Тираж сборников составлял 2000 экз.
Новое профессиональное издание вызвало интерес специалистов. Начиная с 1963 года выходило уже 10 выпусков в год, расширение читательской аудитории и тематики статей привело к смене названия — «Научные и технические библиотеки СССР». С 1975 году журнал стал издаваться ежемесячно, тираж его вырос до 12,5 тыс. экз., а в 1981 году превысил 16 тыс. экз. В эти годы журнал стал одним из самых популярных и авторитетных журналов в профессиональной сфере.
С первых лет издания сборник стал одним из ведущих отечественных профессиональных периодических изданий. На его страницах освещались наиболее актуальные проблемы: методическая работа технических библиотек, роль заводской библиотеки в научно-техническом прогрессе, работа со специальными видами научно-технической литературы, особенности обслуживания ведущих групп читателей (рабочих, мастеров, технологов, инженеров, рационализаторов).
В дальнейшем составители сборника перешли к более широкому и разностороннему освещению теории и практики совершенствования библиотечного обслуживания науки, техники, производства, форм и методов информационной деятельности библиотек, механизации и автоматизации библиотечных процессов.
В 1990-е годы приоритетными направлениями в публикациях стали проблемы вхождения библиотек в рыночные отношения, освоение библиотекарями законов маркетинга и менеджмента, паблик рилейшнз.
После распада СССР профессиональное библиотечное сообщество оказалось разобщённым. Многие научно-технические библиотеки, составлявшие основу читательской аудитории журнала, были ликвидированы, финансирование оставшихся резко сократилось. Эти негативные явления сказались на журнале — тираж издания существенно сократился, резко сузился круг авторов из бывших союзных республик. Однако со временем положение стабилизировалось.

## Современное состояние
В настоящее[какое?] время выходит печатная версия журнала. Статьи в журнале посвящены деятельности библиотек, служб научно-технической информации, вузов культуры и искусств, издательских, книготорговых и других смежных организаций. Журнал публикует материалы по всем направлениям библиотечно-информационной деятельности, в том числе по информационным технологиям, теории и методологии, терминологии, истории библиотек, повышению квалификации и непрерывному образованию кадров, книговедению, а также обзоры и рецензии на новинки профессиональной литературы.
Опубликованные в журнале научно-теоретические и научно-практические статьи проходят обязательное научное рецензирование и редактирование.
Полные тексты статей из номеров за 1996—2013 годы доступны на сайте Государственной публичной научно-технической библиотеки России , , .
За 50 лет (c 1961 по 2011 годы) в журнале опубликовано 8258 статей, с журналом сотрудничало 7963 автора.